# 塞代利亚诺
塞代利亚诺（義大利語：Sedegliano），是意大利弗留利-威尼斯朱利亚大区乌迪内省的一个市镇。总面积50平方公里，人口3933人，人口密度78.7人/平方公里（2009年）。ISTAT代码为030109。